# Ludwig Thuille

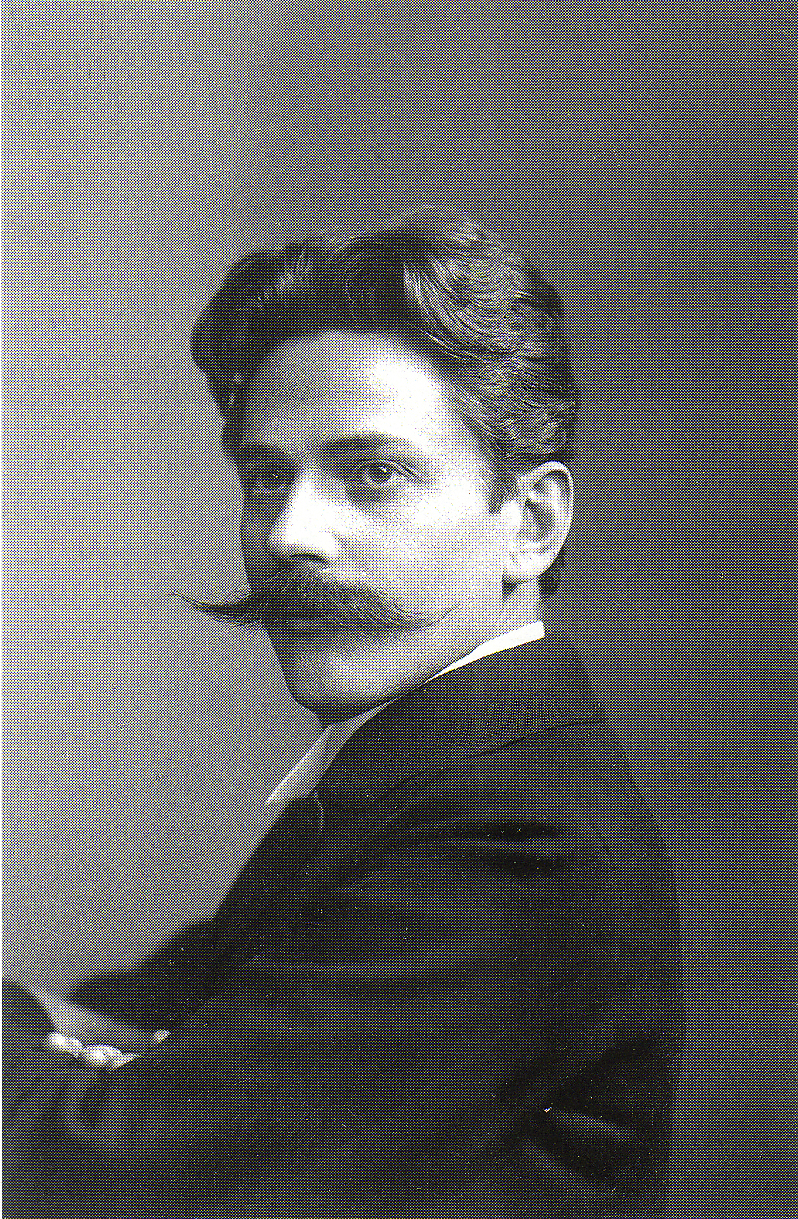
Ludwig Thuille.

Ludwig Wilhelm Andreas Maria Thuille, född 30 november 1861 i Bozen, Sydtyrolen, död 5 februari 1907 i München, var en österrikisk tonsättare.
Thuille, som var elev till Joseph Pembaur och Josef Gabriel Rheinberger, blev 1883 lärare i pianospel och musikteori vid Münchens musikskola och fick 1890 professors titel. Hans sagoopera Lobetanz (1898) präglas av vek och svärmisk romantik, men har även partier med dramatisk styrka. Mindre bemärkta blev hans operor Theuerdank (1897, prisbelönt) och Gugeline (1901). Han skrev vidare kammarmusik (bland annat en sextett för piano och blåsinstrument), Traumsommernacht med flera orkesterverk, orgelsonater, manskörer och blandade körer samt solosånger och pianostycken. Tillsammans med Rudolf Louis utarbetade han en harmonilära (1907; andra upplagan 1908).